# 가타노번
가타노 번(일본어: 片野藩 가타노한[*])은 일본 에도 시대 전기 히타치국 니이하리 군(新治郡) 내에 있던 번으로, 지금의 이바라키현 이시오카시 가타노에 위치했다.

## 번의 역사
가타노 번은 번조(藩祖)는 다키가와 가쓰토시이다. 가쓰토시는 오다 노부나가를 섬겼고, 노부나가 사후에는 그의 차남인 오다 노부카쓰의 가신이 되었다. 노부카쓰가 영지를 몰수당한 이후에는 도요토미 히데요시의 가신으로써 이세국 간베 성(神戸)의 2만 석 성주가 되었다. 게이초 5년(1600년)의 세키가하라 전투에서는 서군 측으로 참전하였기 때문에 전후 영지가 몰수되었으나, 도쿠가와 히데타다의 부름을 받고 그의 가신이 되었던 관계로, 히타치 국 가타노에 2만 석 영지를 받고 가타노 번을 세웠다.
가쓰토시의 사후, 가독은 장남 다키가와 마사토시가 이었으나, 그에게는 뒤를 이을 친아들이 없었고 태어난 이후부터 병약했다. 그 때문에 간에이 2년(1625년), 2만 석의 영지 중에서 1만 8천 석의 소령을 막부에 반환하여 2천 석의 하타모토가 되었다. 이에 따라 가타노 번은 소멸했던 것이다.

## 역대 번주
1. 다키가와 가쓰토시(滝川雄利) 재위 1601년 ~ 1610년
2. 다키가와 마사토시(滝川正利) 재위 1610년 ~ 1625년